# Рифу
Рифу (яп. 利府町 Рифу-тё:) — посёлок в Японии, находящийся в уезде Мияги префектуры Мияги. Площадь посёлка составляет 44,75 км², население — 36 181 человек (31 июля 2014), плотность населения — 808,51 чел./км².

## Географическое положение
Посёлок расположен на острове Хонсю в префектуре Мияги региона Тохоку. С ним граничат города Сендай, Тагадзё, Сиогама и посёлки Мацусима, Осато, Тайва, Томия.

## Население
Население посёлка составляет 36 181 человек (31 июля 2014), а плотность — 808,51 чел./км². Изменение численности населения с 1980 по 2005 годы:
| 1980 | 11 201 чел. |  |
| 1985 | 12 031 чел. |  |
| 1990 | 16 321 чел. |  |
| 1995 | 25 135 чел. |  |
| 2000 | 29 848 чел. |  |
| 2005 | 32 257 чел. |  |

## Символика
Деревом посёлка считается вечнозелёный дуб, цветком — цветок груши грушелистной.